# Igreja de São Nicolau (Sete Cidades)

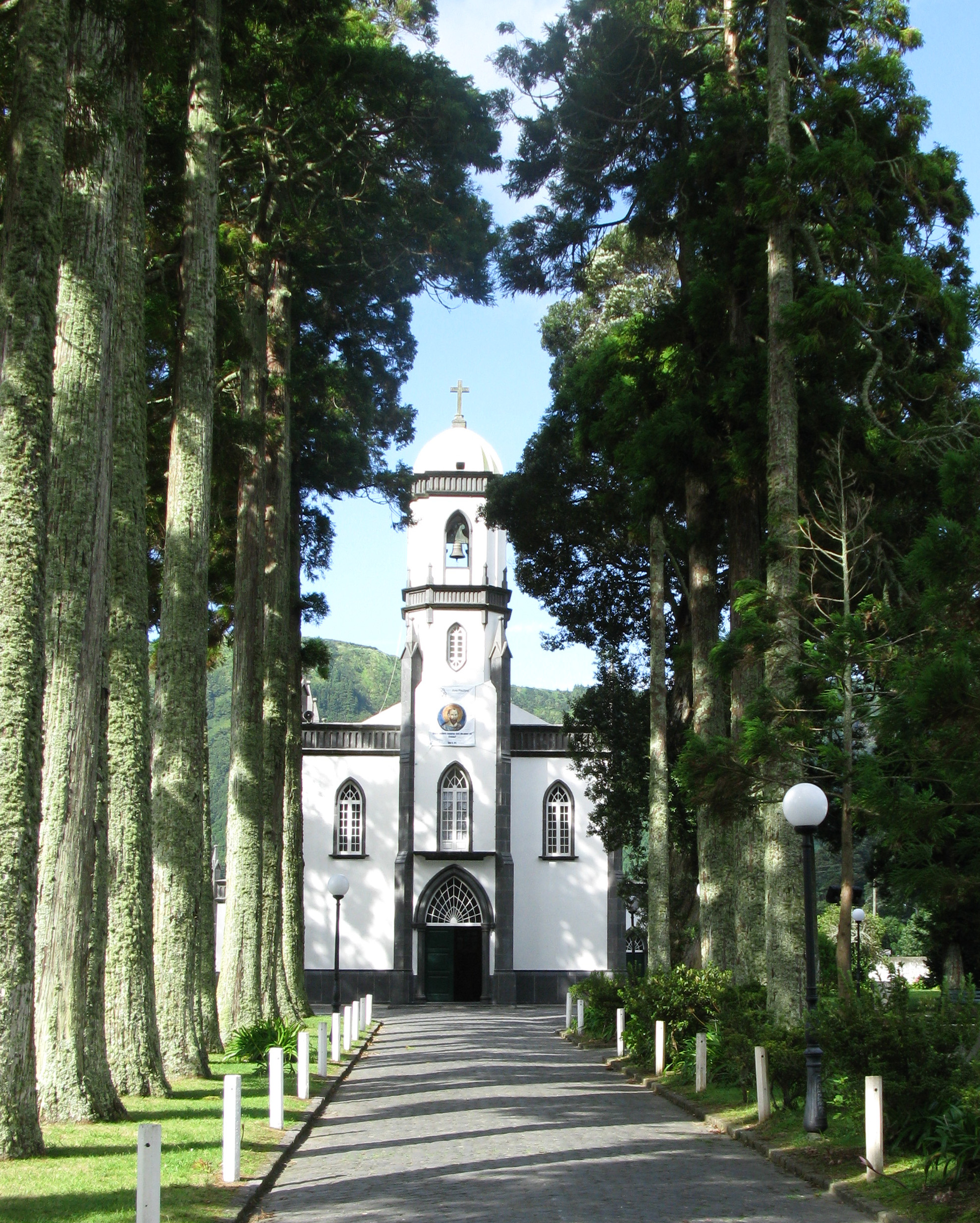
Igreja de São Nicolau, Sete Cidades.

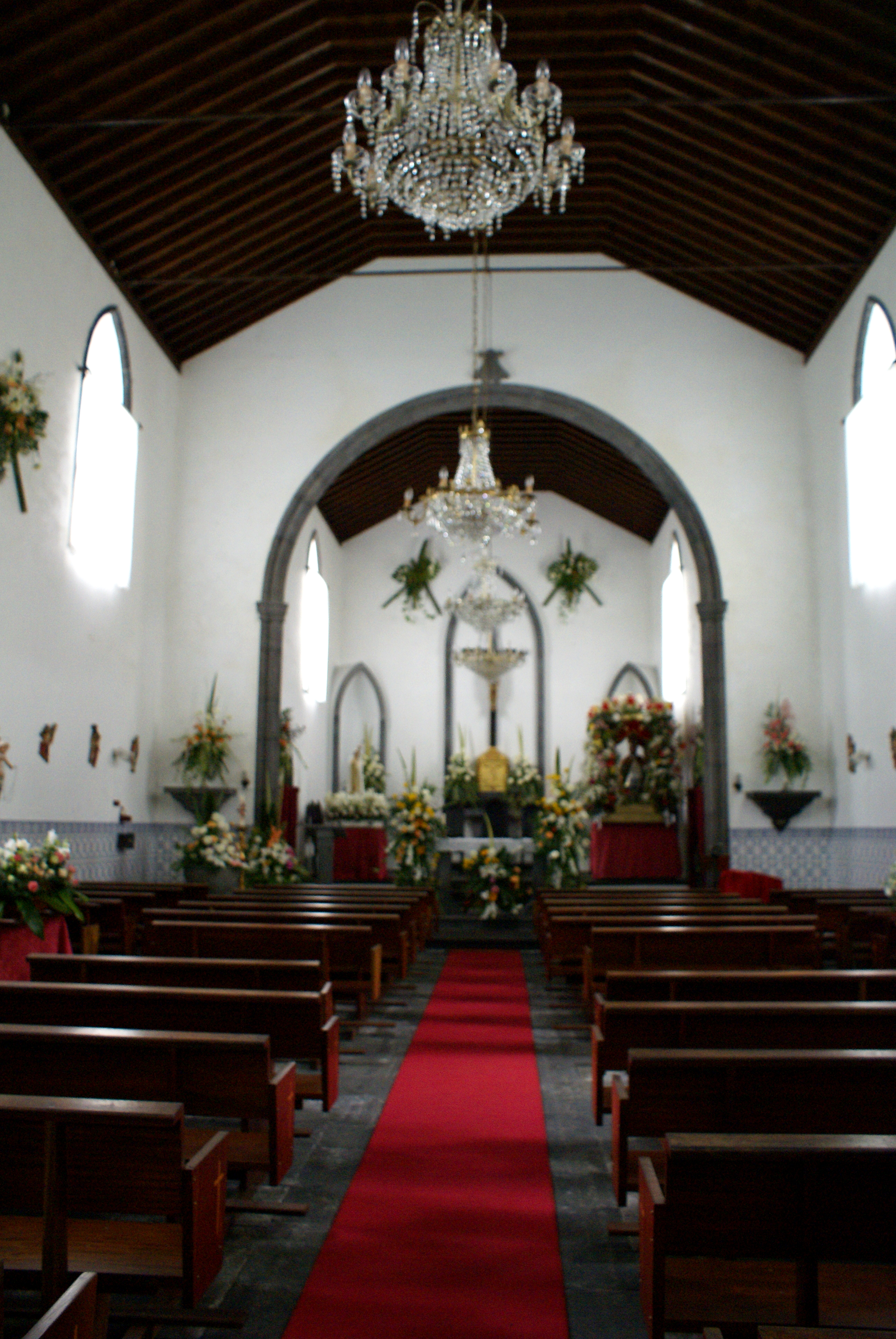
Igreja de São Nicolau: nave.

A Igreja de São Nicolau localiza-se no vale e freguesia das Sete Cidades, na ilha de São Miguel, nos Açores.

## História
O templo foi mandado erigir em cumprimento de um voto feito em 1849 pelo coronel Nicolau Maria Raposo de Amaral (1770-1865) e sua esposa, Teresa Ermelinda Rebelo (1797-1895). A invocação escolhida foi São Nicolau, bispo de Mira, na Lícia, sepultado em Bari, na Itália, e por isso designado impropriamente como "bispo de Bari".
O terreno escolhido, com 25.000 metros quadrados, havia sido adquirido anteriormente, em 3 de abril de 1834, passando a integrar um morgadio instituído por escritura pública desde 29 de setembro de 1821. O projeto, em estilo neogótico ficou a cargo de Manuel Lamberto Monteiro, que também foi encarregado de dirigir os trabalhos, iniciados em 1849 com o concurso de 60 operários. Foi determinante para a escolha do local do templo uma nascente de água vizinha, o que fez com o templo ficasse relativamente isolado. Para facilitar-lhe o acesso, foi construída uma alameda de criptomérias, encabeçadas por duas hoje imponentes araucárias.
Por escritura de 25 de junho de 1857 o templo foi dotado de uma verba de 2$600 réis anuais para a sua conservação. Posteriormente, em 11 de maio de 1859 recebeu dote para o azeite da lâmpada do Santíssimo Sacramento.
A igreja foi consagrada, em meio a grande festividade, em 16 de agosto de 1857, com missa solene celebrada pelo então bispo da Diocese de Angra, D. Frei Estêvão de Jesus Maria.
Os instituidores mantinham um capelão, para quem mandaram construir o passal, permitindo à população do vale assistir à missa, o que, até então, apenas era possível nas freguesias vizinhas. À época, o lugar das Sete Cidades pertencia às freguesias dos Ginetes e dos Mosteiros, separadas pelo leito da chamada "Ribeira da Praia", que passou a denominar-se, a partir de então, de rua da Igreja.
A lei de 19 de maio de 1863, que extinguiu os morgadios em Portugal, fez com que este templo voltasse à posse dos seus instituidores.
No século XX, os seus herdeiros, não mais desejando conservá-la, doaram-na em 1969 ao povo, pelo que se tornou de sede de curato em sede de paróquia a 23 de maio daquele mesmo ano. Pouco mais tarde, em 1971, as Sete Cidades foram elevadas à categoria de freguesia.